# Mean Everything to Nothing
Mean Everything to Nothing es el segundo álbum de estudio de la banda estadounidense de indie rock Manchester Orchestra. Fue lanzado el 21 de abril de 2009 a través del sello discográfico independiente Favorite Gentlemen Recordings y producido por Joe Chiccarelli y Dan Hannon.
Antes del lanzamiento del álbum, AbsolutePunk estrenó un video de "The Only One", mientras que Spin estrenó otro, de "Shake It Out", el 24 de marzo de 2009. Un tercer video, del sencillo principal "I've Got Friends". , fue lanzado el 7 de abril.
Mean Everything to Nothing recibió críticas favorables de los críticos musicales tras su lanzamiento y debutó en el número 37 en el Billboard 200 y en el número 11 en la lista de álbumes de Billboard Rock.
La canción "I Can Feel a Hot One" se utilizó en un episodio de la serie de televisión estadounidense Gossip Girl. "Shake It Out" se utilizó como tema principal del "Sacrifice" de Pago por visión de Impact Wrestling de 2010.

## Lista de canciones
Todas las canciones escritas y compuestas por Andy Hull. 
| N.º | Título | Duración |  |
| 1.  | «The Only One»                                                                                                 | 2:39     |  |
| 2.  | «Shake It Out»                                                                                                 | 5:11     |  |
| 3.  | «I've Got Friends»                                                                                             | 4:57     |  |
| 4.  | «Pride» | 5:47     |  |
| 5.  | «In My Teeth»                                                                                                  | 4:42     |  |
| 6.  | «100 Dollars»                                                                                                  | 1:50     |  |
| 7.  | «I Can Feel a Hot One»                                                                                         | 4:19     |  |
| 8.  | «My Friend Marcus»                                                                                             | 3:41     |  |
| 9.  | «Tony the Tiger»                                                                                               | 3:09     |  |
| 10. | «Everything to Nothing»                                                                                        | 5:37     |  |
| 11. | «The River» (contiene pista oculta "Jimmy, He Whispers" (Pista termina en 5:55; pista oculta empieza en 7:25)) | 11:33    |  |

| iTunes bonus track |        |          |  |
| N.º                | Título | Duración |  |
| 12.                | «Go»   | 4:11     |  |

## Personal
Manchester Orchestra
- Andy Hull - letras, voz, guitarra, teclados
- Chris Freeman - percusión, teclados
- Jonathan Corley - bajo
- Jeremiah Edmond - batería, percusión
- Robert McDowell - guitarra, pasante